# الالای
الالای (به اسپانیایی: Alalay) یک منطقهٔ مسکونی در بولیوی است که در Cochabamba Department واقع شده‌است.

## خصوصیات
الالای ۶۳۸ نفر جمعیت دارد.